# Carbasea meridionalis
Carbasea meridionalis är en mossdjursart som beskrevs av Liu 1982. Carbasea meridionalis ingår i släktet Carbasea och familjen Flustridae. Inga underarter finns listade i Catalogue of Life.